# Alf Skaneby
Alf Gunnar Börje Skaneby, född 18 januari 1945, död 22 januari 2025 i Beddingestrand, Trelleborgs kommun, var en svensk reseledare och motorsågsskulptör. 

## Biografi

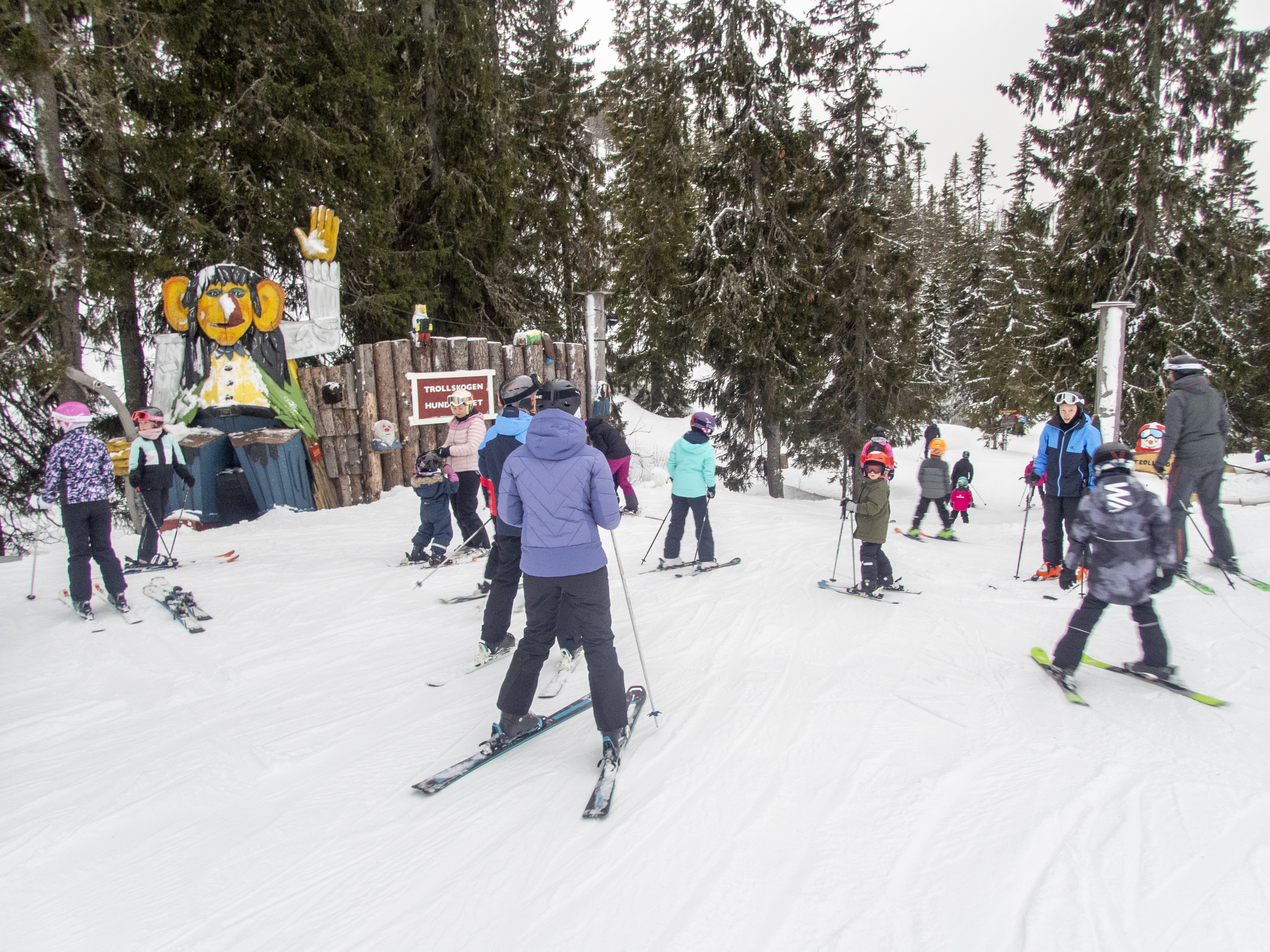
Trollskogen i Hundfjället

Skaneby hade ett förflutet inom reseledarbranschen, känd för att ha spelat sig själv ("Affe") i Sällskapsresan (1980).
Från 1997 arbetade han på heltid som motorsågsskulptör. Han har skapat över 1000 stycken olika träskulpturer till privatpersoner och företag i Norden. Mest känd är upplevelsen i Sälenfjällen, i skidanläggningen Hundfjället, där Skaneby skapat Trollskogen, en 1,5 kilometer lång trollskog med hundratals figurer i form av troll, djur och konstiga väsen. Ett trettiotal figurer och orkestrar talar, spelar och sjunger. Trollskogen innehåller också byggnader, Trollens skola, Sjögrens smedja, Björnidet, Småtrollens hus och Snöstars orkesterhus. Här finns även en kyrka med trollbröllop och ljud. Kyrkan är i storlek en tredjedel av den vita träkyrka som står i byn Rörbäcksnäs, några mil från Hundfjället.
Alf Skaneby skapade allt ljud, manus och sagor i Trollskogen med hjälp av kollegorna Bill Hugg, Katarina Lundgren och Bo Nilsson. Trollskogen firade 10-årsjubileum 2008. Skaneby bodde under en tid i Beddingestrand i sydligaste Skåne.
Alf Skaneby är gravsatt på Lilla Beddinge kyrkogård.